# Maggie Rogers
Maggie Rogers (* 25. April 1994; eigentlich Margaret Debay Rogers) ist eine US-amerikanische Singer-Songwriterin und Popmusikerin aus Easton, Maryland. Erste Bekanntheit erlangte sie mit einem viralen Video, in dem sich Pharrell Williams von ihrem im Rahmen einer Masterklasse an der Tisch School produzierten Titel Alaska tief beeindruckt zeigte.

## Leben
Rogers wuchs im ländlich geprägten Osten Marylands auf. Mit sieben Jahren fing sie an, Harfe zu spielen und hörte gerne Werke von Gustav Holst und Antonio Vivaldi. Außerdem brachte ihre Mutter ihr die Musik von Neo-Soul-Künstlerinnen wie Lauryn Hill und Erykah Badu nahe. Als Jugendliche erlernte sie das Spielen von Gitarre und Klavier, außerdem begann sie mit dem Schreiben von Liedern. Rogers besuchte die St. Andrew’s High School in Delaware, wo sich ihr Interesse vermehrt auf das Banjo und Folkmusik richtete. Bei einem fünfwöchigen Sommerprogramm an der Berklee School of Music siegte sie in einem Songwriting-Wettbewerb, was sie dazu ermutigte, sich auf diesen Bereich zu konzentrieren.
In ihrem Abschlussjahr an der High School veröffentlichte sie ihr erstes Album The Echo, das sie ebenso wie das Folgealbum selbst produzierte. Nach ihrem Abschluss besuchte sie die Tisch School und veröffentlichte ihr zweites Album Blood Ballet. Beide Werke können größtenteils dem Singer-Songwriter-Stil zugeordnet werden, sind aber teilweise zusätzlich instrumentiert; außerdem sind vereinzelte Folk- oder Indie-Pop-Stücke enthalten.
2016 zeigte sich Pharrell Williams in einem viralen Video begeistert von ihrem Titel Alaska, der sich daraufhin mit einem dazu produzierten Video zum Hit entwickelte. Im Februar 2017 folgte die EP Now That the Light Is Fading, die neben Alaska noch vier weitere Titel enthält und mit der sich Rogers stilistisch der Popmusik zugewandt hat.
Im Januar 2019 folgte mit dem Popalbum Heard It in a Past Life das Major-Debüt bei Capitol Records. Sie stieg damit auf Platz 2 der US-Albumcharts ein. 2019 war sie mit dem Album auf Welttournee in Nordamerika, Europa und Australien. Dabei spielte sie u. a. im Sydney Opera House, in Roskilde, sowie in Glastonbury und beim Coachella.
Rogers trug zum Programm des Parteitags der US-Demokraten 2020 mit einer in Maine gefilmten Performance ihres Titels Back In My Body bei.
Im Dezember 2020 veröffentlichte sie das Album Notes From The Archive: Recordings 2011-2016 auf ihrem eigenen Label Debay Sounds, das neben ausgewählten Titeln aus The Echo und Blood Ballet auch sechs zuvor unveröffentlichte Aufnahmen aus der genannten Periode enthält. Kurz darauf spielte Rogers während eines Instagram-Livestreams einen unveröffentlichten Titel an, den sie dabei als den Eröffnungstrack eines weiteren Albums bezeichnete.
Im Juli 2022 brachte die Künstlerin das Album Surrender heraus; zuvor erfolgten Singleauskopplungen der Titel That´s Where I Am, Want Want und Horses. Mit diesem Album tourte sie unter der Bezeichnung The Feral Joy Tour im gleichen Jahr in Begleitung der US-amerikanischen Singer-Songwriterin Samia in Nordamerika, Großbritannien und Irland. Die geplanten Auftritte auf dem europäischen Festland mussten abgesagt werden; nachgeholt wurden diese ab Juni 2023 im Rahmen der Summer Of ´23 Tour.
Im Mai 2023 gab Rogers bekannt, alle Aufnahmen für ihr kommendes drittes Major-Label-Album fertiggestellt zu haben und ihrem Publikum einige der enthaltenen Titel während der Summer Of ´23 Tour vorstellen zu wollen. Das Album trägt den Titel Don’t Forget Me und erschien am 12. April 2024; der gleichnamige Titelsong des Albums erschien am 8. Februar 2024 als erste Singleauskopplung.
Am 16. Juni 2024 erklärte der Gouverneur von Maryland, Wes Moore, bei Rogers’ Konzert im Merriweather Post Pavilion den Tag im Bundesstaat offiziell zum „Maggie Rogers Day“ in Anerkennung ihrer Verdienste um die Wählerregistrierung, ihren Einsatz für den Zugang zu sicheren Abtreibungen und den Kampf für faire Ticketpreise.

## Diskografie

### Studioalben
- 2012: The Echo [11]
- 2014: Blood Ballet [12]
- 2019: Heard It in a Past Life [13]
- 2022: Surrender [14]
- 2024: Don’t Forget Me [15]

### Kompilationen
- 2020: Notes From The Archive: Recordings 2011–2016 [8]

### EPs
- 2017: Now That the Light Is Fading [6]

### Singles
- 2016: Alaska (UK: Silber, US: Platin)
- 2016: Dog Years
- 2017: On + Off
- 2017: Split Stones
- 2018: Fallingwater (US: Gold)
- 2018: Give a Little
- 2018: Light On (UK: Silber, US: Platin)
- 2019: Burning
- 2019: Love You for a Long Time (US: Gold)
- 2022: That’s Where I Am
- 2022: Want Want
- 2022: Horses
- 2024: Don‘t Forget Me
- 2024: So Sick Of Dreaming
- 2024: In The Living Room

### Sonstige Veröffentlichungen
- 2020: Iris (mit Phoebe Bridgers als Phoebe & Maggie; Original: Goo Goo Dolls)
- 2023: Dawns (UK: Silber), Zach Bryan feat. Maggie Rogers
- 2024: Any Way (L’Impératrice feat. Maggie Rogers)
- 2025: Anthems for a Seventeen Year-Old Girl (mit Sylvan Esso auf Anthems: A Celebration of Broken Social Scene´s You Forgot It in People)[16]

## Auszeichnungen für Musikverkäufe
| Goldene Schallplatte - Brasilien - 2024: für die Single Light On | Platin-Schallplatte - Neuseeland - 2023: für die Single Alaska |

Anmerkung: Auszeichnungen in Ländern aus den Charttabellen bzw. Chartboxen sind in ebendiesen zu finden.
| Land/RegionAuszeichnungen für Musikverkäufe (Land/Region, Auszeichnungen, Verkäufe, Quellen) | Silber     | Gold     | Platin     | Verkäufe  | Quellen             |
| -------------------------------------------------------------------------------------------- | ---------- | -------- | ---------- | --------- | ------------------- |
| Brasilien (PMB)                                                                              | —          | Gold1    | —          | 20.000    | pro-musicabr.org.br |
| Neuseeland (RMNZ)                                                                            | —          | —        | Platin1    | 30.000    | radioscope.co.nz    |
| Vereinigte Staaten (RIAA)                                                                    | —          | 3× Gold3 | 5× Platin5 | 6.500.000 | riaa.com            |
| Vereinigtes Königreich (BPI)                                                                 | 3× Silber3 | —        | —          | 600.000   | bpi.co.uk           |
| Insgesamt                                                                                    | 3× Silber3 | 4× Gold4 | 6× Platin6 |           |                     |

## Preise und Auszeichnungen

### Grammy
| Jahr | Kategorie       | für           | Resultat  |
| ---- | --------------- | ------------- | --------- |
| 2020 | Best New Artist | Maggie Rogers | Nominiert |